# Stanisław Baran (piłkarz)
Stanisław Franciszek Baran (ur. 26 kwietnia 1920 w Górze Ropczyckiej, zm. 12 maja 1993 w Łodzi) – polski piłkarz, uczestnik MŚ 1938.
Swoją karierę piłkarską rozpoczął w Resovii. Podczas MŚ 1938 był jedynie zawodnikiem rezerwowym i nie zagrał w żadnym spotkaniu. W polskiej reprezentacji zadebiutował dopiero 27 sierpnia 1939 r. w meczu z Węgrami (4:2), który odbył się w Warszawie. Był to ostatni mecz polskiej drużyny przed wybuchem II wojny światowej. Ostatni swój mecz w reprezentacji rozegrał również w Warszawie 4 czerwca 1950 podczas spotkania z Węgrami (2:5). W całej swojej karierze zagrał w 9 meczach reprezentacji Polski (zagrał 617 minut).
Po zakończeniu kariery zawodniczej, w latach 60. był szkoleniowcem Łódzkiego Klubu Sportowego.

## Reprezentacja Polski
Zestawienie zostało opracowane na podstawie źródła
| l.p. | Data                 | Miejsce   | Przeciwnik     | Rezultat | Rozgrywki  | Grał   | Uwagi |
| ---- | -------------------- | --------- | -------------- | -------- | ---------- | ------ | ----- |
| 1.   | 27 sierpnia 1939     | Warszawa  | Węgry          | 4-2      | towarzyski | od 31' |       |
| 2.   | 11 czerwca 1947      | Oslo      | Norwegia       | 1-3      | towarzyski | 90'    |       |
| 3.   | 19 października 1947 | Belgrad   | Jugosławia     | 1-7      | towarzyski | od 46' |       |
| 4.   | 26 października 1947 | Bukareszt | Rumunia        | 0-0      | towarzyski | od 46' |       |
| 5.   | 4 kwietnia 1948      | Sofia     | Bułgaria       | 1-1      | towarzyski | 90'    |       |
| 6.   | 30 października 1949 | Vítkovice | Czechosłowacja | 0-2      | towarzyski | od 46' |       |
| 7.   | 6 listopada 1949     | Warszawa  | Albania        | 2-1      | towarzyski | do 63' |       |
| 8.   | 14 maja 1950         | Wrocław   | Rumunia        | 3-3      | towarzyski | 90'    |       |
| 9.   | 4 czerwca 1950       | Warszawa  | Węgry          | 2-5      | towarzyski | do 46' |       |